# 物産展の女
『物産展の女』（ぶっさんてんのおんな）は、桑野一弘による小説。2022年7月23日にメディアワークス文庫から刊行された。
2025年1月に、テレビ東京系列でテレビドラマが放送された。

## あらすじ
老舗百貨店かねた屋の食品バイヤー・蓮見春花は社運をかけた九州物産展を担当することになったが、彼女の前に新たな上司として御厨京子という奇妙な女が現れた。御厨は「物産展の女」と呼ばれる凄腕のバイヤーであり、型破りな御厨に振り回されながらも春花は感化されていく。

## 書誌情報
- 桑野一弘『物産展の女』KADOKAWA〈メディアワークス文庫〉、2022年7月23日発売、ISBN 978-4-04-914546-5

## テレビドラマ
『物産展の女〜宮崎編〜』のタイトルで2025年1月9日（8日深夜）・16日（15日深夜）の2週にわたってテレビ東京系列の深夜ドラマ枠「水ドラ25」にて放送された。主演は平祐奈と山口紗弥加。
宮崎県日向市（前編）と都城市（後編）の全面協力による全編宮崎ロケ。

### キャスト
- 蓮見春花 - 平祐奈[2]
- 御厨京子 - 山口紗弥加[2]
- 高城稔 - 杢代和人[2]
- 金藤英治 - 奥野瑛太[3]
- 青木 - 温水洋一[3][注 1]
- 村上 - やす（ずん）[3][注 2]

### スタッフ
- 原作 - 桑野一弘『物産展の女』（メディアワークス文庫／KADOKAWA刊）
- 監督・脚本 - 石井聡一[注 3]
- ナレーション - 橋本さとし[4]
- 主題歌 - Sincere「soda」（monogram records）[3]
- プロデューサー - 千葉貴也（テレビ東京）、阿部真士（PROTX）、左東良太（PROTX）、平部隆明（ユニオン映画）
- 協力プロデューサー - 藤森幸穂（テレビ東京メディアネット）
- 制作 - テレビ東京、PROTX
- 制作協力 - ユニオン映画
- 製作著作 - 「物産展の女〜宮崎編〜」製作委員会

### 放送局
| 放送期間            | 放送時間                     | 放送局         | 対象地域       | 備考   |
| ------------------- | ---------------------------- | -------------- | -------------- | ------ |
| 2025年1月9日 - 16日 | 木曜 1:00 - 1:30（水曜深夜） | テレビ東京     | 関東広域圏     | 製作局 |
|                     |                              | テレビ北海道   | 北海道         |        |
|                     |                              | テレビ愛知     | 愛知県         |        |
|                     |                              | テレビせとうち | 岡山県・香川県 |        |
|                     |                              | TVQ九州放送    | 福岡県         |        |

### ネット配信
| 配信開始月 | 配信サイト         | 配信料金     | 備考       |
| ---------- | ------------------ | ------------ | ---------- |
| 2025年1月  | TVer               | 広告付き無料 | 見逃し配信 |
| 2025年1月  | ネットもテレ東     | 広告付き無料 | 見逃し配信 |
| 2025年1月  | Lemino             | 広告付き無料 | 見逃し配信 |
| 2025年1月  | U-NEXT             | 定額制有料   |            |
| 2025年1月  | Amazon Prime Video | 定額制有料   |            |

| テレビ東京系 水ドラ25                  | テレビ東京系 水ドラ25                        | テレビ東京系 水ドラ25                    |
| 前番組                                 | 番組名                                       | 次番組                                   |
| -------------------------------------- | -------------------------------------------- | ---------------------------------------- |
| カプカプ （2024年11月28日 - 12月26日） | 物産展の女〜宮崎編〜 （2025年1月9日 - 16日） | 晩餐ブルース （2025年1月23日 - 3月27日） |